# سكوتر ذو محرك

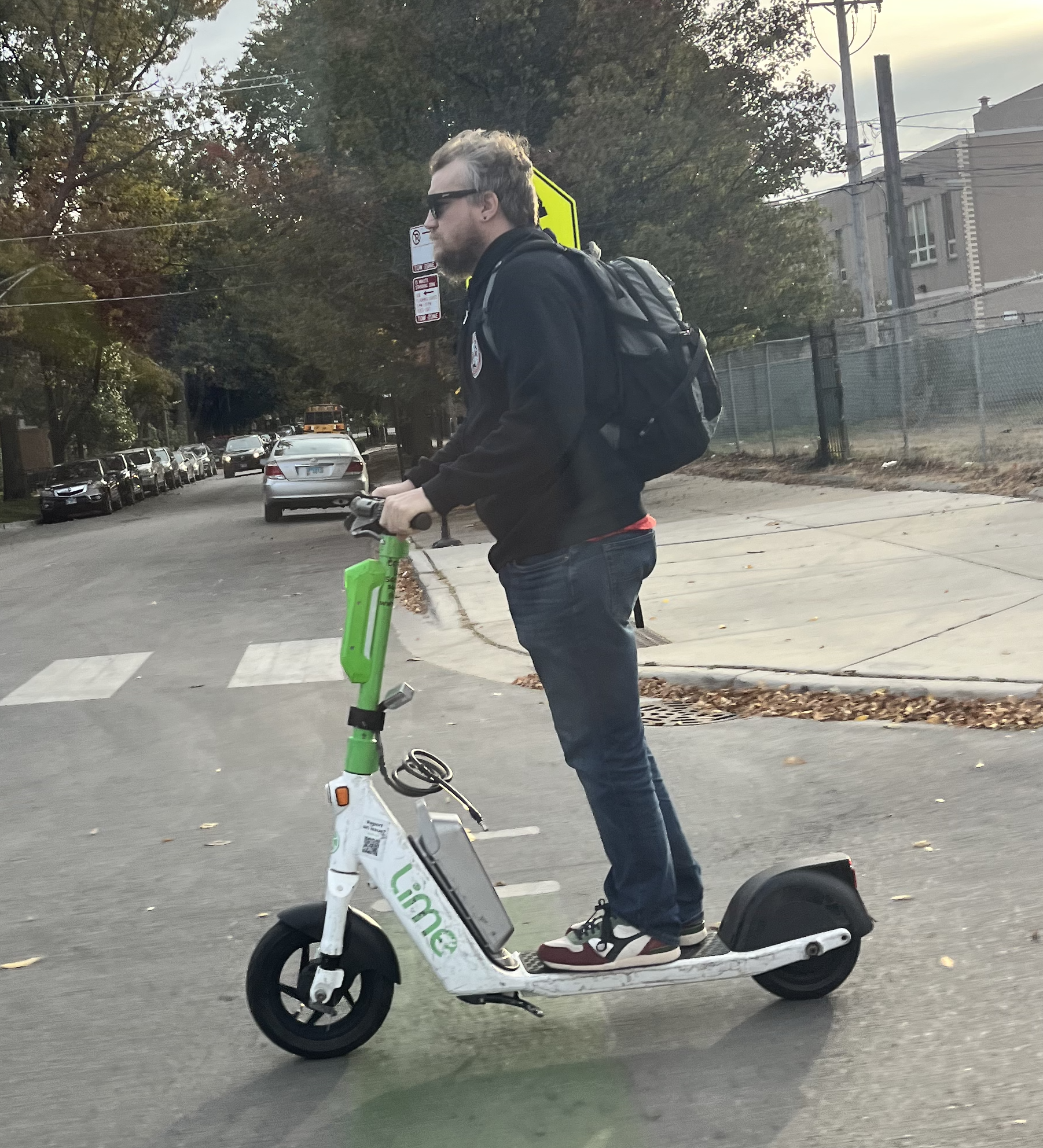
رجل يركب سكوتر بخاري كهربائي

السكوتر الآلي هو سكوتر قائم يعمل إما بمحرك احتراق داخلي صغير أو محرك كهربائي محوري في عجلته الأمامية و/أو الخلفية. يُصنف هذا النوع من الدراجات كنوع من وسائل التنقل الدقيقة وعادةً ما يكون مصممًا بسطح مركزي كبير يقف عليه الراكب. صُنع أول سكوتر آلي بواسطة شركة أوتوبيد عام 1915.
حديثاً اكتسبت الدراجات البخارية الكهربائية شعبية كبيرة مع ظهور أنظمة مشاركة الدراجات البخارية التي تستخدم التطبيقات للسماح للمستخدمين باستئجارها بالدقيقة، وقد عثر على مثل هذه الأنظمة في البداية في الولايات المتحدة وفي كوينزلاند بأستراليا ولكنها الآن موجودة في المدن الكبرى وفي جميع أنحاء العالم الغربي.

## التاريخ

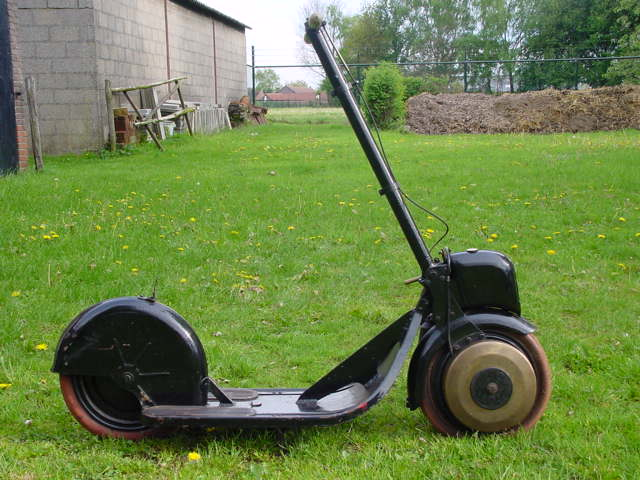
سكوتر آلي موديل 1919

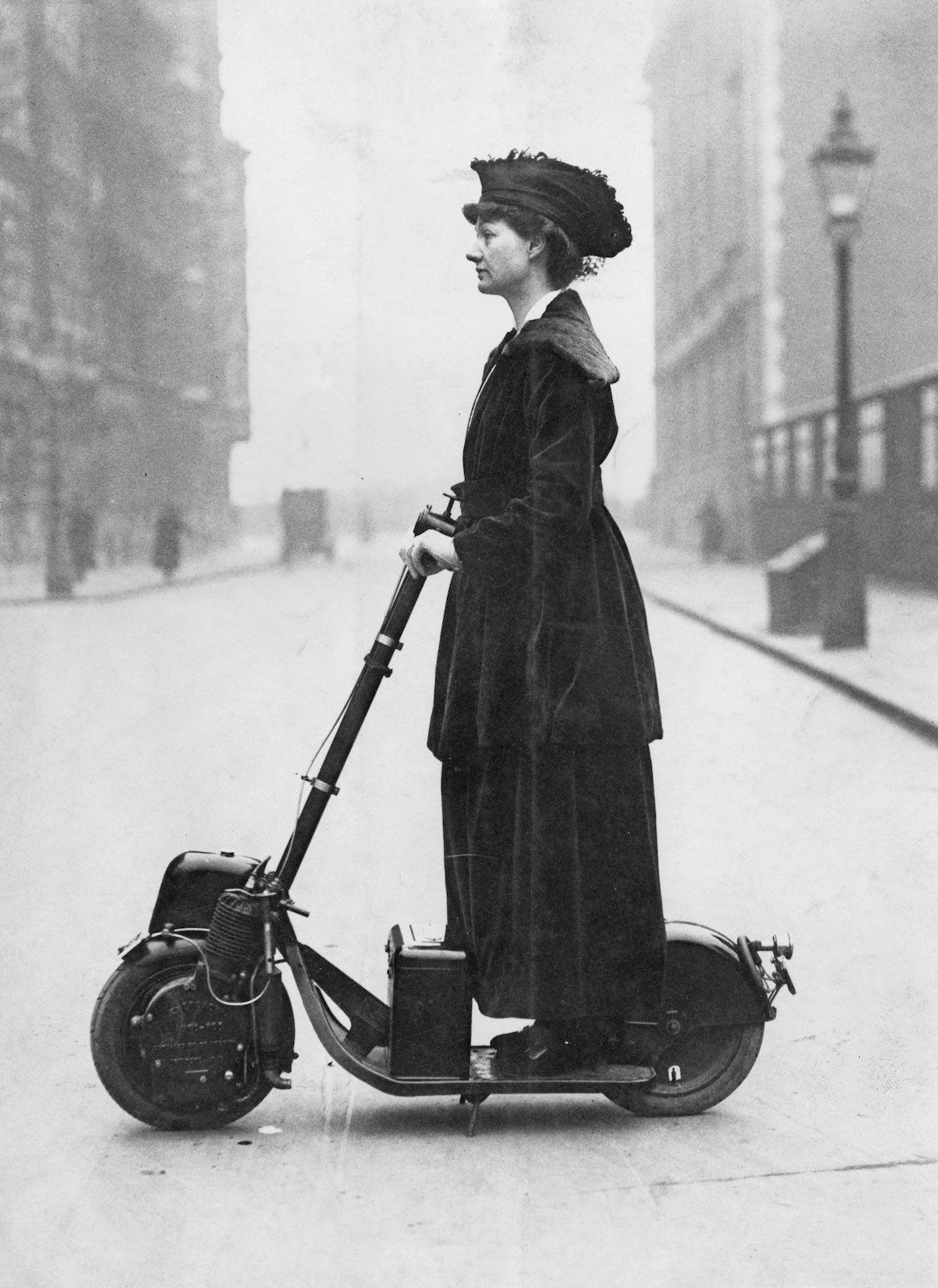
فلورنس نورمان على سكوتر آلي عام ١٩١٦

- فلورنس نورمان على سكوتر آلي عام ١٩١٦ ١٩١٥: طرحت شركة أوتوبيد دراجتها البخارية الواقفة. أدى سحب المقود إلى فصل القابض وتشغيل الفرامل. استمر الإنتاج حتى عام ١٩٢١؛ حيث قامت شركة كروب الألمانية بتصنيع أوتوبيد بموجب ترخيص من عام ١٩١٩ إلى عام ١٩٢٢.[4][5]
- 1986: قدمت شركة غو-بد أول دراجات بخارية حديثة قائمة رودستر وسبورت.
- مايو 2001: قدمت شركة غو-بد أول سكوتر كهربائي قائم بنظام التعليق الكامل وهو هوفر بورد.
- 2004: قدمت شركة إيفو باوربوردز طراز 2x أول دراجة بخارية مزودة بناقل حركة ثنائي السرعة.
- نوفمبر 2009: قدمت شركة غو-بد أول دراجة بخارية وكارت تعمل بالكامل بالبروبان وهي جي أس آر برو-بد وجي أس آر برو-كواد.[6]
- 2009: قام المصمم الإيطالي نمرود ريكاردو سابير بتصميم أول دراجة بخارية كهربائية قابلة للطي في العالم بناءً على براءته.[7]
- 2010: بدأت شركة نيمرود ريكاردو سابير في إنتاج أول دراجة بخارية كهربائية قابلة للطي في العالم باستخدام بطاريات ليثيوم أيون ومحرك محوري بدون فرشاة تحت العلامة التجارية ماي واي[8] وأعيدت تسميتها إلى اينوكيم في عام 2013 ثم نقلت الإنتاج إلى نينغبو الصين.
- 2013: أصبحت الدراجات البخارية الكهربائية الخفيفة القابلة للطي والتي تعمل ببطاريات ليثيوم قابلة لإعادة الشحن ومحركات محورية بدون فرشاة متاحة من شركة مايكرو موبيليتي سيستمز ايه جي.[9]
- 2018: طرحت أنظمة مشاركة السكوتر بدون رصيف في المدن الكبرى وذلك إلى حد كبير كتوسعات لأنظمة مشاركة الدراجات.[10]

## معرض الصور

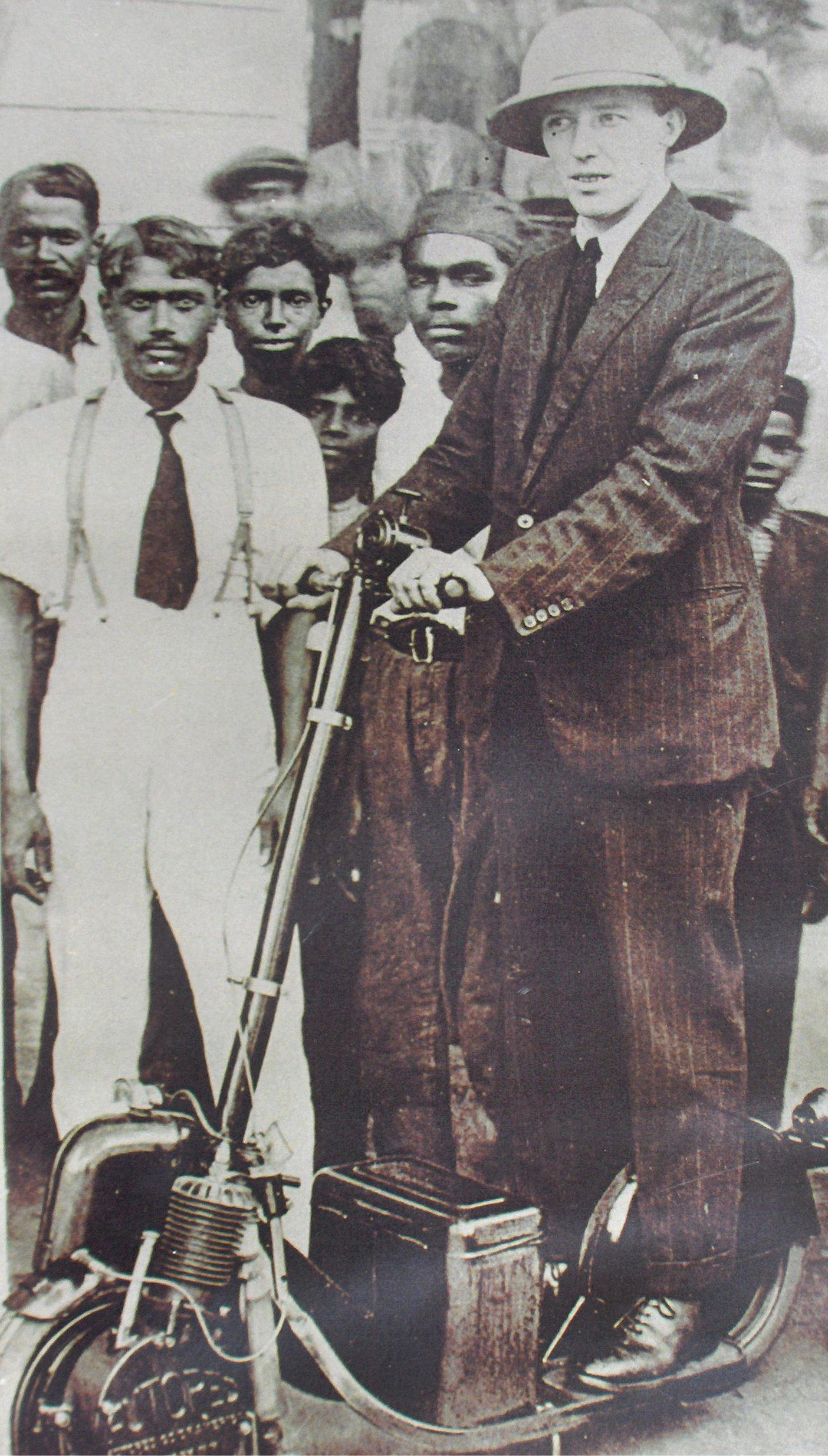
رجل على سكوتر آلي في عشرينيات القرن العشرين
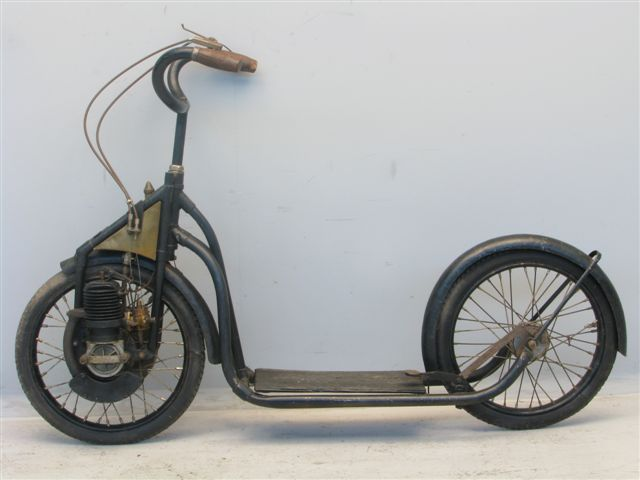
دراجة أوسترو موتوريت 1922 بمحرك ثنائي الأشواط سعة 82 سم مكعب
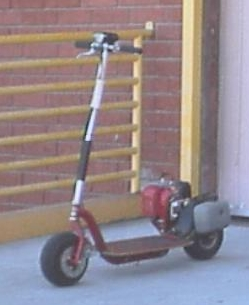
مثال على غو-بد.
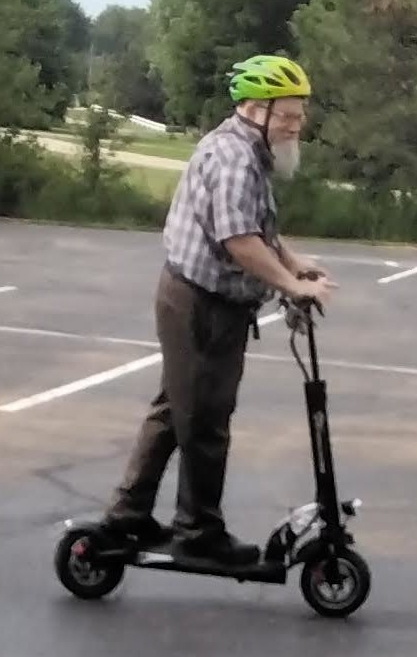
ركوب سكوتر ايفركروس أتش5 الإلكتروني

## شركات
- هيئة تنظيم الطاقة الذرية
- أبولو
- أسكول
- أوسوم
- شعاع
- طائر
- معزز
- الترباس
- معزز
- كوروس
- سيكوتيك (إسبانيا)
- دوكاتي
- إيكوريكو
- إيموڤ
- إيفركروس
- إيفولف
- إي-توو
- فيات
- فيدو
- ركوب الدراجات الحرة السائلة
- غليون
- غلوك (بذرة)
- جلوبر
- جوتراكس
- هيلبيز
- هيبوي
- هوب
- هوموسبيد
- إنموشن
- إينوكيم
- إسكوتر
- جيتسون
- جويور
- كابو
- ليفي
- الليمون
- ميرث
- ميركان
- ميي 2
- محركات صغيرة
- ماكويل
- النمس
- لوحات نابي
- نامي
- نانوروبوت
- العصبون
- نيو
- كيوا
- سرعة ريب آر
- ماكينة حلاقة
- ريون
- سيجواي
- سكوترات القفز  [لغات أخرى]‏
- يلف
- رش
- سواجترون
- تاور
- تيفيرون
- توربوانت
- عجلة توربو
- أوبر
- أوناجي
- دراجات بخارية
- أونغوري-سوغ-بولا
- فارلا
- فيسيت
- ويبد
- أعمال الكهرباء
- يومي
- شاومي
- صفر
- زويل